# 神永昭夫

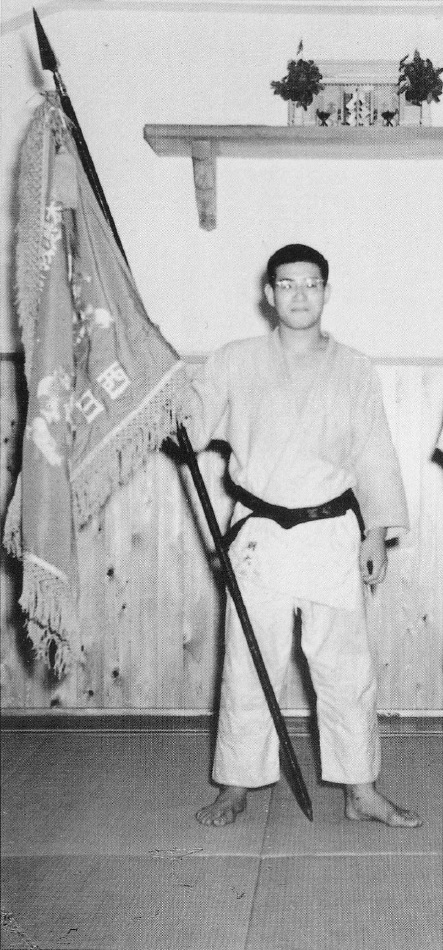
1956

神永昭夫（1936年12月22日—1993年3月21日）是一名日本男子柔道运动员。他在1964年东京夏季奥林匹克运动会中，参加了男子柔道比赛并获得无限制级银牌。除此之外他还获得过1958年世界柔道锦标赛无差别级的银牌。